# Manuel Cámara Fernández
Manuel Cámara Fernández (Pastrana, Província de Guadalajara, 11 de novembre de 1947) és un sindicalista i polític mallorquí, senador per designació del Parlament de les Illes Balears

## Biografia
En la seva etapa com a sindicalista, fou el secretari general de Comissions Obreres de les Illes Balears (1978- 1995) i membre de la Comissió Executiva Confederal del sindicat entre els anys 1978 i 1991. Com a polític fou senador al Senat espanyol designat pel Parlament de les Illes Balears durant el primer pacte de Progrés (1999-2003). Al senat, s'integrà al grup parlamentari mixt. També ha estat membre del comitè federal del Partit Comunista d'Espanya, del Consell Polític Federal d'Izquierda Unida i president de la comissió territorial de Balears.